# 永州 (隋朝)
永州，隋朝时设置的一个州。
开皇九年（589年）由零陵郡置，治所在零陵县（今湖南省永州市）。辖境相当今湖南省祁东县以西的湘江（包括潇水）流域和广西壮族自治区东北部湘江上游（包括灌江）以及夫夷水上游地区。唐朝武德四年（621年），平定萧铣，置永州，领零陵县、湘源县、祁阳县和灌阳县。武德七年（624年），省灌阳县。贞观元年（627年），省祁阳县，四年，复置。开元时，属江南西道。天宝元年（742年），改为零陵郡。乾元元年（758年），复为永州。曾分今湘江支流潇水中、上游置道州。五代十国时，马楚又分今广西壮族自治区东北部置全州。
宋朝时，永州辖境仅有今湖南省祁东县、祁阳县、东安县、永州市等地，属荆湖南路。元朝至元十四年（1277年）升为永州路。
唐元和年间柳宗元被贬为本州司马，撰有著名的《永州八记》。
| 唐朝永州辖县 | 唐朝永州辖县 |
| ------------ | --- |
| 618年        | 零陵县、营道县、永阳县、梁兴县、湘源县、灌阳县、冯乘县                                                                   |
| 621年        | 零陵县、营道县（改属南营州）、梁兴县（改为唐兴县，改属南营州）、湘源县、灌阳县（废除永阳县，新增祁阳县，冯乘县改属贺州） |
| 624年        | 零陵县、湘源县、祁阳县（废除灌阳县）                                                                                     |
| 627年        | 零陵县、湘源县（废除祁阳县）                                                                                             |
| 630年        | 零陵县、湘源县（重设祁阳县）                                                                                             |
| 757年        | 零陵县、湘源县、祁阳县（重设灌阳县）                                                                                     |

唐朝永州刺史
- 盖彦举（贞观年间）
- 强宝质（贞观年间）
- 宋昉（贞观年间）
- 冉仁才（贞观年间）
- 唐临（659年，未任）
- 高履行（659年）
- 周万才（唐高宗时）
- 孟嶷（唐高宗时）
- 萧缮（689年）
- 乙速孤行俨（696年—699年）
- 束良（707年）
- 萧执珪（712年—713年）
- 徐坚（开元初年）
- 贾某（开元年间）
- 零陵郡太守
- 宇文审（唐肃宗时）
- 韦采（唐肃宗时）
- 刘迥（广德年间，未任）
- 独孤愐（765年）
- 窦泌（766年）
- 王邕（767年—768年）
- 王庭璬（769年）
- 卢某（大历年间）
- 田承嗣（775年—777年，未任）
- 李承晊（贞元初年）
- 郑叔则（789年）
- 卢建（791年之前）
- 阳履（797年—800年）
- 戎昱（贞元年间）
- 李敬仲（贞元年间）
- 韦某（805年）
- 冯叙（806年）
- 崔敏（808年—810年）
- 崔简（811年，未任）
- 韦彪（812年—813年）
- 崔能（814年—815年）
- 韦正武（819年）
- 韩晔（821年）
- 萧革（826年）
- 李有裕（830年—833年）
- 李衢（834年）
- 李坦（840年—841年）
- 李縻（843年）
- 张浑（会昌年间）
- 韦宙（856年前后）
- 郑史（862年）
- 萧某（咸通年间）
- 孙绎（咸通年间）
- 崔沆（873年—874年）
- 郑蔚（乾符末年）
- 唐世旻（894年—898年）
- 李唐（898年）
- 司空荷（唐昭宗时）
- 杨贻德（唐末）
- 裴淑
- 周褒